# Molote
El molote forma parte de la gastronomía mexicana, en especial de los antojitos mexicanos. Es una comida popular en algunos estados de México.
Los molotes son considerados como un antojito poblano, que han a lo largo de su historia han sido comparados como gorditas o quesadillas cerradas, sin embargo son diferentes, ya sea desde los ingredientes básicos para su elaboración hasta las diversas mezclas que conllevan dentro como: queso fresco, rajas, papa, tinga, etc. Uno de los ingredientes básicos y fundamentales que hacen posible la obtención de la textura crujiente de los molotes es la masa, y la papa la cual es una mezcla unificada de masa de maíz, nixtamal y papa que se somete a un proceso de fritura, estos siendo de los estados de Puebla y Veracruz, especialmente de la ciudad de Papantla, Veracruz.

## Molotes-antojitos
La historia de dicho platillo data desde épocas coloniales ya que fueron los españoles los que introdujeron nuevos elementos gastronómicos que cambiarían la cocina prehispánica, un claro ejemplo son elementos como la tinga, el quesillo y el chicharrón. La manera de preparación de los molotes ha variado mucho con el paso del tiempo, ya que se han creado nuevas recetas de complementos al relleno del molote lo cual ha brindado la oportunidad de experimentar nuevos sabores y texturas en el paladar del consumidor. Los molotes forman parte de la gastronomía poblana, que a lo largo del tiempo se ha ido adaptando, modificando, y reinventando haciéndolos aún más ricos, en la ciudad de Puebla, Puebla. Es un platillo elaborado con una mezcla de masa de maíz nixtamalizada, se rellenan con papa, queso, tinga, etc. Se fríen en abundante aceite.

## Tipos de molotes
- Molotes oaxaqueños
- Molotes huastecos
- Molotes poblanos
- Molotes potosinos
- Molotes de pollo
- Molotes de frijol y plátano
- Molotes de chorizo
- Molotes de papa
- Molotes de queso
- Molotes espaciales (únicos de Oaxaca)
- Molotes de chicharrón
- Molotes de camarón
- Molotes de huitlacoche
- Molotes de sesos
- Molotes de tinga de pollo
- Molotes hawaianos
- Molotes de flor de calabaza

En varias regiones de Veracruz se acostumbra a acompañar el platillo con frijoles fritos caldoso, repollo o lechuga, queso fresco, crema, salsas picantes, y rodajas de zanahoria. En la región totonaca de Papantla, la gastronomía veracruzana la describe con un sabor sumamente rico y con un toque de chile que armoniza el conjunto de sabores para que el paladar pueda saborear estas mezclas sin que disguste el sabor.
- Datos: Q9034272